# Poppi
Poppi là một đô thị ở tỉnh Arezzo trong vùng Toscana, tọa lạc khoảng 40 km về phía đông của Florence và khoảng 30 km về phía tây bắc của Arezzo. Tại thời điểm ngày 31 tháng 12 năm 2004, đô thị này có dân số 6.056 người và diện tích là 96,9 km².

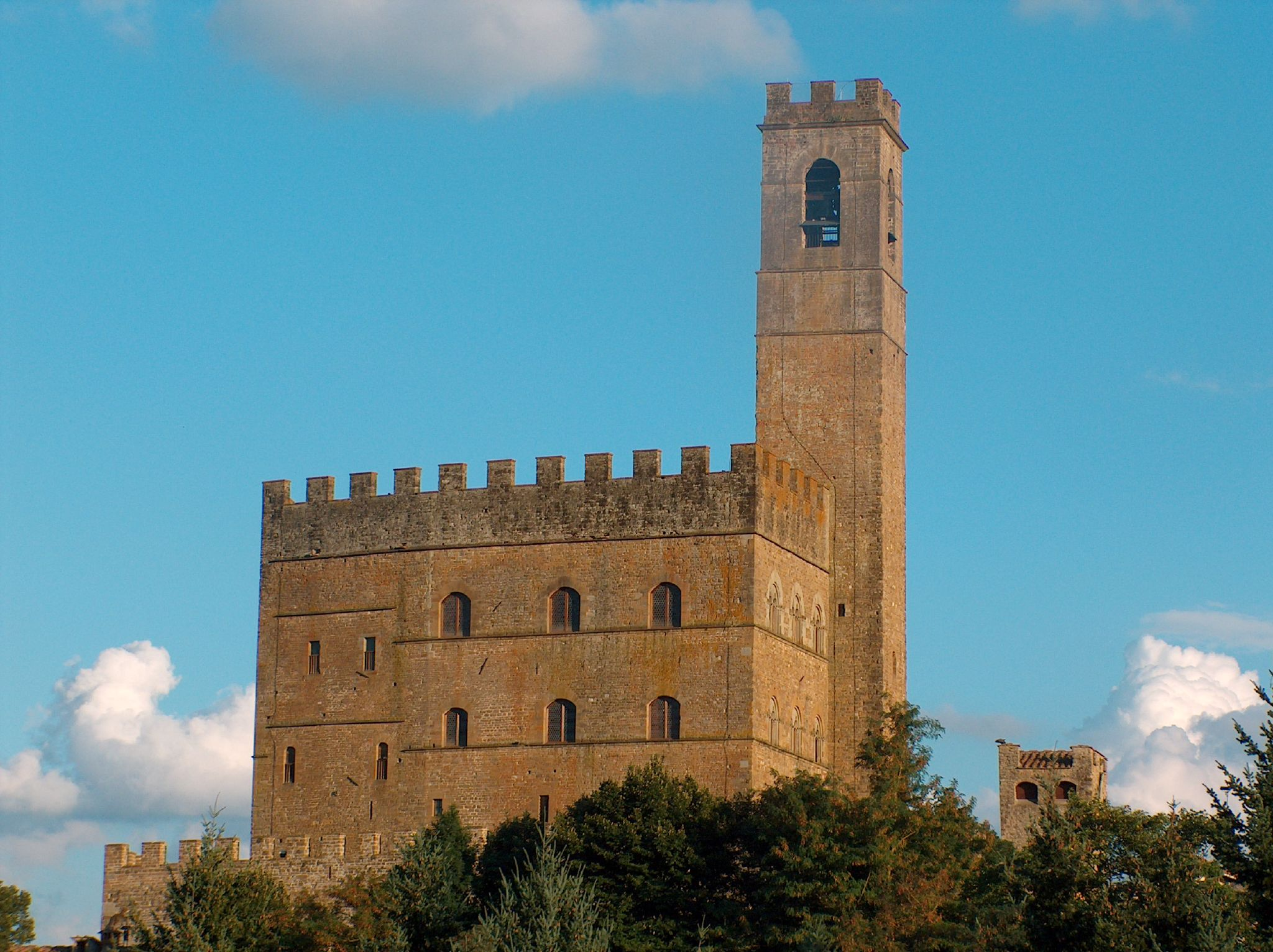
lâu đài Poppi.

Poppi giáp các đô thị sau: Bagno di Romagna, Bibbiena, Castel Focognano, Castel San Niccolò, Chiusi della Verna, Ortignano Raggiolo, Pratovecchio.

## Thành phố kết nghĩa
- Palafolls, Tây Ban Nha, từ năm 1990